# St. Sebastian (Schartau)

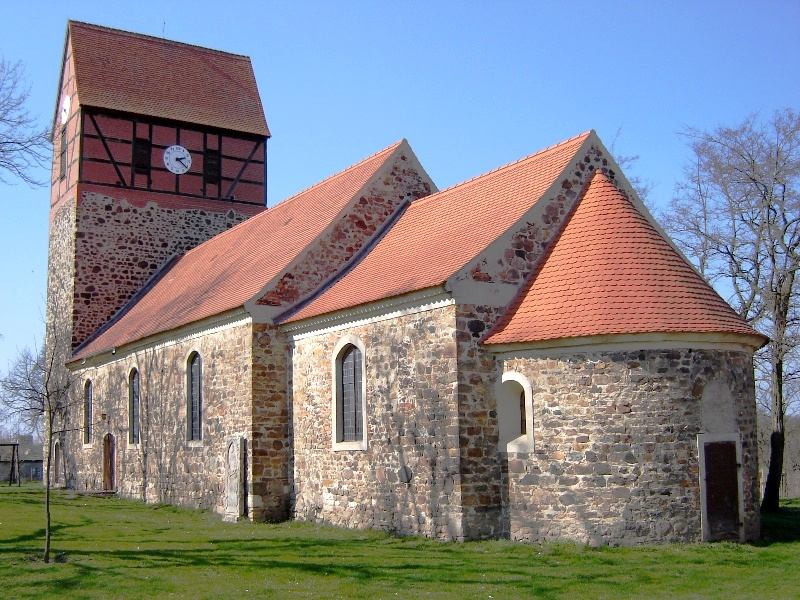
Schartauer Kirche

Sankt Sebastian ist die evangelische Dorfkirche von Schartau in Sachsen-Anhalt.

## Architektur und Geschichte
Das Gotteshaus ist ein spätromanisches aus Feldsteinen errichtetes Gebäude, bestehend aus einem langgestreckten Saalbau, einem gleich breiten querrechteckigen Westturm und einem quadratischen, schmaler und niedriger gehaltenen Altarraum im Osten, dem noch eine halbkreisförmige Apsis angefügt ist (Vollständige Anlage). In ihr sind noch zwei Fenster aus der Erbauungszeit erhalten, während die übrigen Fenster nach dem Brand von 1759 durch Vergrößerung und Segmentbogen barocke Formen erhielten. Im Chor (Architektur) und im Kirchenschiff sind vermauerte Fenster sowie das vermauerte Nordportal und die gleichfalls vermauerte südliche Priesterpforte zu erkennen. Schiff, Turm und Altarraum tragen Satteldächer, die Apsis ist mit einem halbförmigen Kegeldach geschlossen. Im Turm gibt es einige Schlitzfenster. Das Glockengeschoss wurde in Fachwerkbauweise ausgeführt und ist jüngeren Datums.
Im Inneren werden Kirchenschiff und Altarraum von Tonnengewölben überspannt und durch einen runden Triumphbogen getrennt. An der Westwand ist eine Empore angebracht, die eine Orgel mit neugotischem Prospekt trägt. Eine Instandsetzung der Kirche erfolgte in den Jahren 1989 bis 1996.
An der Außenseite der Kirche befindet sich ein aus dem Jahr 1702 stammender, mit Brustbild und Laubkranz versehener Pastorengrabstein.
Das eingeschossige verputzte Pfarrhaus entstand nach dem Dorfbrand des Jahres 1759, als schlichtes, zwischenzeitlich überformtes Gebäude mit Mansarddach.